# European Leadership Network (ELN)
Das European Leadership Network (ELN) ist ein im März 2011 gegründetes Netzwerk mit dem Ziel, Bedingungen für eine friedliche, atomwaffenfreie Zukunft zu schaffen.

## Profil

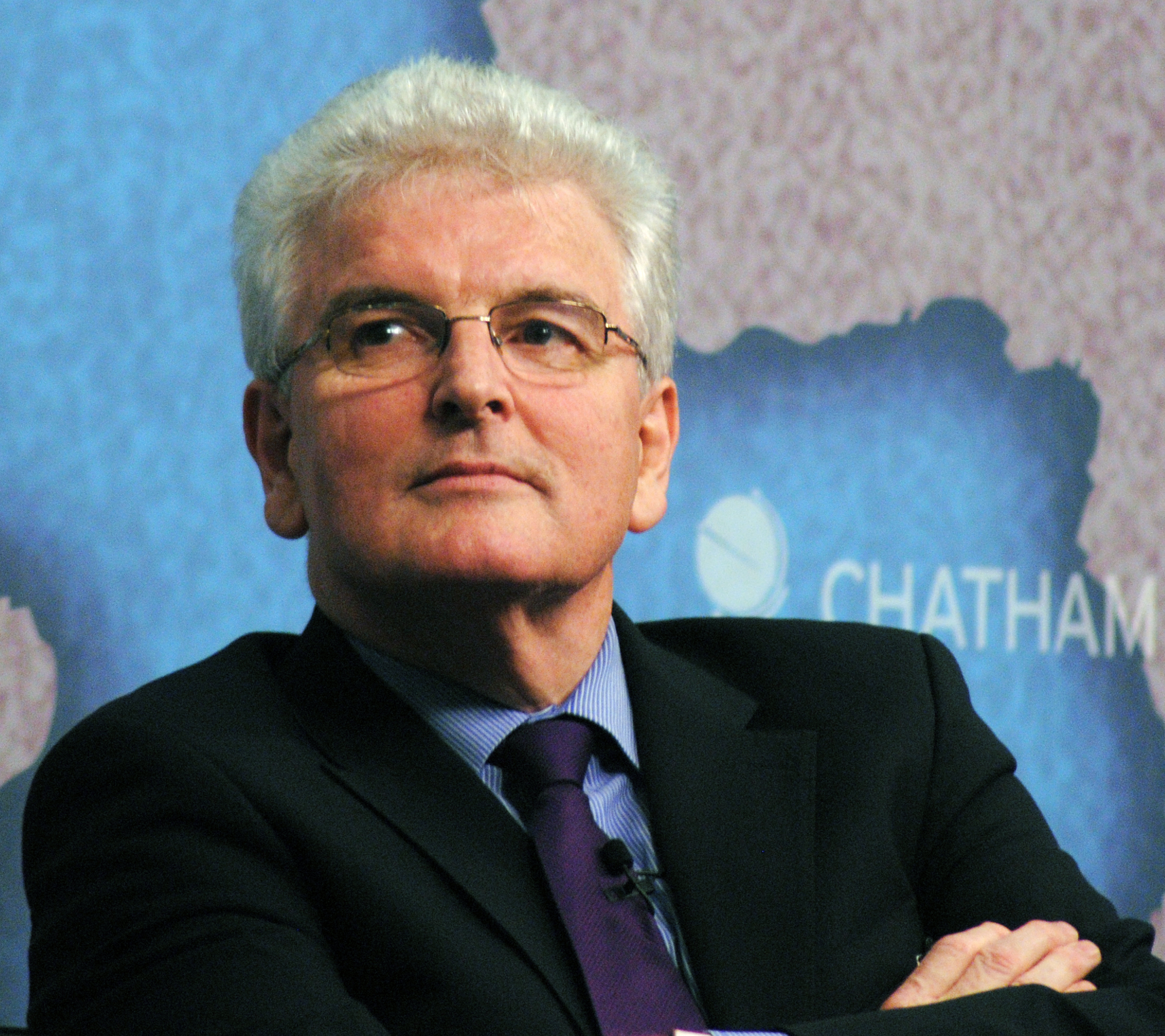
Des Browne, Vorsitzender (Chair) des ELN

Das ELN arbeitet als unparteiische Non-Profit-Organisation mit Sitz in London.
Die Mitglieder sind ehemalige Ministerpräsidenten, Außenminister, Verteidigungsminister sowie erfahrene diplomatische, militärische und wissenschaftliche Persönlichkeiten aus Europa, Russland und der Türkei. 

## Mitglieder

### Executive Board
- Kjell Magne Bondevik, ehemaliger Ministerpräsident von Norwegen
- Des Browne, ehemaliger Verteidigungsminister und Schottlandminister von Großbritannien
- Menzies Campbell, schottischer Abgeordneter des britischen Unterhauses
- Hikmet Çetin, ehemaliger Außenminister der Türkei
- Rolf Ekéus, ehemaliger Sprecher der Sonderkommission der Vereinten Nationen
- Gernot Erler, ehemaliger Staatsminister beim Bundesminister des Auswärtigen
- Søren Gade, ehemaliger dänischer Verteidigungsminister
- Wolfgang Ischinger, deutscher Jurist, Völkerrechtler und ehemaliger Diplomat
- Igor Sergejewitsch Iwanow, ehemaliger Sekretär des Sicherheitsrates der Russischen Föderation
- Jan Kavan, ehemaliger tschechischer Außenminister und Vizeministerpräsident und Präsident der 57. Generalversammlung der Vereinten Nationen
- Ian Kearns
- Giorgio La Malfa, ehemaliger italienischer Minister für die Angelegenheiten der Europäischen Union
- Imants Viesturs Lieģis, ehemaliger lettischer Verteidigungsminister
- Linas Linkevicius, ehemaliger litauischer Verteidigungsminister und Botschafter bei der NATO
- Bernard Norlain
- Janusz Onyszkiewicz, Vizepräsident des Europäischen Parlaments
- Ana de Palacio, ehemalige spanische Außenministerin
- Elisabeth Rehn,  finnische Politikerin der Schwedischen Volkspartei
- Alain Richard, ehemaliger französischer Verteidigungsminister
- Malcolm Rifkind, ehemaliger britischer Verteidigungsminister
- Adam Daniel Rotfeld, ehemaliger polnischer Außenminister
- Volker Rühe, ehemaliger deutscher Verteidigungsminister
- Javier Solana, ehemaliger Generalsekretär der NATO, Generalsekretär des Rates der Europäischen Union und Hoher Vertreter für die Gemeinsame Außen- und Sicherheitspolitik (GASP) sowie Generalsekretär der Westeuropäischen Union (WEU)
- Shirley Williams, Mitglied im Unterausschuss für Sicherheit und Verteidigung im Europäischen Parlament

### Network Participants (Auswahl)
Deutschland
- Gernot Erler, ehemaliger Staatsminister beim Bundesminister des Auswärtigen
- Hans-Dietrich Genscher, ehemaliger Bundesminister des Innern, Bundesminister des Auswärtigen und Vizekanzler der Bundesrepublik Deutschland
- Werner Hoyer, ehemaliger Staatsminister beim Bundesminister des Auswärtigen
- Wolfgang Ischinger, Völkerrechtler und ehemaliger Diplomat
- Katja Keul, Abgeordnete des Deutschen Bundestages
- Roderich Kiesewetter, Abgeordneter des Deutschen Bundestages
- Klaus Naumann, ehemaliger Vorsitzender des NATO-Militärausschusses
- Volker Rühe, ehemaliger Bundesminister der Verteidigung
- Helmut Schmidt, ehemaliger Bundesminister der Verteidigung und Bundeskanzler
- Richard von Weizsäcker, sechster Bundespräsident der Bundesrepublik Deutschland
- Uta Zapf, Vorsitzende des Unterausschusses Abrüstung, Rüstungskontrolle und Nichtverbreitung des Auswärtigen Ausschusses des Deutschen Bundestages

## Aktionen

### Ukraine-Krise
Im Juli 2014 warnte das European Leadership Network vor dem Hintergrund der Ukraine-Krise in einem Positionspapier vor einem „Krieg aus Versehen“ zwischen Russland und dem Westen. „Kommunikation und gegenseitige Transparenz der Militärs müssten verbessert werden, um versehentliche Zusammenstöße zu vermeiden.“
Die „Task Force für Zusammenarbeit im Größeren Europa“ erarbeitet Vorschläge mit dem Ziel, es allen Ländern der Region zu erleichtern, entschlossen mit dem kostspieligen Erbe des Kalten Krieges zu brechen und sich wirksam auf die Bewältigung der neuen politischen, wirtschaftlichen und sicherheitspolitischen Herausforderungen des 21. Jahrhunderts zu konzentrieren.
Zu den Unterzeichnern der Erklärung gehören: Malcolm Rifkind, Des Browne, Wjatscheslaw Trubnikow, Igor Iwanow, Adam Daniel Rotfeld, Paul Quilès, Hervé Morin, Anatoli Adamischin, Özdem Sanberk, Volker Rühe, Alexei Gromyko und Tarja Cronberg.
Im Jahr 2025 wurde das ELN in Russland zu einer unerwünschten Organisation erklärt.